# Любов і лють (фільм, 1978)
«Любов і лють» — радянсько-югославський фільм 1978 року режисерів Равіля Батирова та Живка «Жика» Ристича.

## Сюжет
Серб Олександр Драгович, який опинився під час Першої світової війни в полоні в Росії, з початком Революції став на бік більшовиків, став чекістом. Він отримує направлення в Туркестан, де із загоном частини особливого призначення вступає в боротьбу з бандою басмачів Ісмаїл-бека.
По своему материалу и теме «Любовь и ярость» историко-революционный фильм, по жанру приключенческая лента, сюжет которой развивается динамично, изобилует неожиданностями, острыми коллизиями; здесь действуют мужественные и находчивые люди, наблюдать за ними по-настоящему интересно, ярко и изобретательно поставленный в точном «жанровом ключе».— Мистецтво кіно, № 6, 1979.

## В ролях
- Фарук Беголлі — Олександр Драгович
- Альміра Ісмаїлова — Муштарі, дочка бою
- Михайло Кононов — Коля-божа воля
- Мурад Раджабов — Ісмаїл-бек
- Юнус Юсупов — Туракулов
- Назим Туляходжаєв — Баррак
- Хамза Умаров — Аман-ага
- Бахтіор Іхтіяров — Кари
- Ігор Клас — Росицький
- Лесь Сердюк — Латишев
- Валерій Цвєтков — Паміров
- Ходжадурди Нарлієв — Міррахідов
- Артик Джаллієв — людина з бараном

## Знімальна група
- Режисер — Равіл Батиров, та Живка «Жика» Ристича
- Сценаристи — Одельша Агішев, Живко «Жика» Рістіч
- Оператор — Миролюб Дікосавлевич, Шухрат Махмудов
- Композитор — Руміль Вільданов
- Художник — Владо Бранкович, Наріман Рахімбаєв